# بائعو الشوارع من قدامى المحاربين ذوي الإعاقة
يُعفى باعة الشوارع من المحاربين القدامى ذوي الإعاقة في مدينة نيويورك قانونيًا من اللوائح البلدية الخاصة بباعة الشوارع، وذلك بموجب قانون صادر عن ولاية نيويورك في القرن التاسع عشر.
وحتى عام 2004، كان هناك 374 بائعًا من المحاربين القدامى ذوي الإعاقة يحملون تصاريح، منهم 60 بائعًا مصرح لهم بالعمل داخل وسط مانهاتن.

## تاريخ
في عام 1894، منح المجلس التشريعي في ولاية نيويورك إعفاءً للمحاربين القدامى في الحرب الأهلية الذين يعانون من إعاقات جسدية من القوانين البلدية التي تقيد "البيع المتجول أو الترويج التجاري". وشملت التشريعات الأصلية جميع الشوارع التجارية والمتنزهات العامة في الولاية.
وقد دعمت عدة قرارات قضائية هذا القانون الصادر عام 1894 في مواجهة اللوائح البلدية من مختلف الأنواع، بما في ذلك تلك التي حاولت حصر المنتجات التي يمكن للباعة بيعها في المواد المطبوعة والطعام فقط. واكتسب هذا القانون أهمية جديدة بعد الحرب العالمية الأولى، والحرب العالمية الثانية، والحرب الكورية، وحرب فيتنام، التي خلّفت أعدادًا كبيرة من المحاربين القدامى غير القادرين على الحصول على وظائف تقليدية بسبب إعاقتهم.
في عام 1990، قضت محكمة الاستئناف العليا في نيويورك بأن قانون عام 1894 يتفوق على مرسوم بلدي صدر عام 1979، كان يمنع بيع الباعة المتجولين في المنطقة الممتدة من شارع 30 إلى شارع 61، بين الجادتين الثانية والتاسعة، باستثناء أيام الأحد. وفي عام 1991، تم تقييد تأثير القانون في وسط مانهاتن، حيث فُرض حد أقصى لعدد الباعة المسموح لهم، وأصبحت بعض الجادات والأرصفة المزدحمة مناطق محظورة. وقد انتهى سريان هذا التشريع في عام 2003.
وقد طُرحت تشريعات في مجلس شيوخ ولاية نيويورك لجعل انتحال صفة بائع من هذه الفئة جنحة من الدرجة الأولى.

## النص الحالي
ينص قانون الأعمال العامة في نيويورك § 35 على ما يلي:
لا يؤثر هذا الفصل على تطبيق أي مرسوم أو لائحة صادرة عن هيئة بلدية فيما يتعلق بالباعة المتجولين ضمن حدودها، على أن يتم الامتثال لأحكام هذا الفصل بالإضافة إلى متطلبات تلك المراسيم أو اللوائح؛ ومع ذلك، لا يجوز لأي مرسوم أو لائحة أن تمنع أو تتدخل بأي شكل في البيع المتجول باستخدام عربة يدوية فقط، في أي شارع أو جادة أو زقاق أو ممر أو حديقة ضمن حدود الهيئة البلدية، من قبل أي فرد تم تسريحه بشرف من القوات المسلحة للولايات المتحدة، والذي يعاني من إعاقة جسدية نتيجة إصابات تلقاها أثناء خدمته، ويحمل ترخيصًا صادرًا وفقًا للمادة 32.

## الممارسة الحالية
ويجب على المحاربين القدامى ذوي الإعاقة الالتزام بمتطلبات الترخيص المحلي الخاصة بالباعة، كما ورد في المادة 35 من قانون الأعمال العامة. ومع ذلك، فإن القيود المتعلقة بالزمان والمكان والطريقة اعتُبرت مخالفة للمادة 32. ولا يتجاوز قانون الأعمال العامة أحكام قانون المركبات والمرور، المادة 1157، التي تحظر البيع من مركبة متوقفة.
في الشوارع غير المقيدة، لا يوجد حد لعدد باعة الشوارع من المحاربين القدامى ذوي الإعاقة المسموح لهم بالعمل في منطقة معينة. أما في الشوارع المقيدة في وسط مانهاتن، فيُسمح لبائع واحد فقط، وخارج وسط المدينة يُسمح باثنين.
فعلى سبيل المثال، تُعد بعض المناطق محظورة تمامًا على باعة الشوارع، حيث يتعرضون للمخالفات إما بسبب بُعدهم عن الرصيف أو لعرقلتهم مواقف الحافلات أو سيارات الأجرة. وينطبق هذا على الساحة أمام متحف المتروبوليتان للفنونمتحف المتروبوليتان للفنون – والتي تُعتبر "أكثر موقع مرغوب فيه لبيع الهوت دوغ في نيويورك" – حيث دفعت شركة تُدعى "نيويورك وان" للمدينة مبلغ 575,990 دولارًا سنويًا منذ عام 2007 لتشغيل عربتين هناك. وفي آب 2009، بدأت المدينة بتشديد القيود على باعة الشوارع من المحاربين القدامى في هذه المنطقة. وقد تمكنت شركة "نيويورك وان" من تخفيض قيمة إيجارها إلى 364,672 دولارًا لعام 2007 بسبب المنافسة من الباعة المحاربين القدامى، ثم أنهت عقدها مبكرًا؛ أما الفائز في المزاد لتولي الموقع بعدها، فقد طُرد لاحقًا بسبب عدم الدفع.
وقد زعم بعض الباعة أن منافسيهم لا يفعلون سوى توظيف محاربين قدامى للجلوس بالقرب من عرباتهم، وهي ممارسة يقول محامو المدينة إنها لا تفي بشروط القانون.

## التعديل الأول
وبمجرد أن يبدأ بائع من المحاربين القدامى ذوي الإعاقة عمله في شارع محظور، يصبح من حق بائعي المنتجات المحمية بموجب التعديل الأول لدستور الولايات المتحدة – مثل الكتب والأعمال الفنية – العمل في نفس الشارع. وبمجرد افتتاح بائع كهذا، لا يوجد حد لعدد بائعي "التعديل الأول" الذين يمكنهم الانضمام إليه. وهؤلاء الباعة لا يحتاجون إلى تصاريح، ويتبعون الباعة المحاربين القدامى لأن القانون يتيح لهم العمل في أي منطقة يُسمح فيها بالبيع. وقد تم تأكيد هذا الحق في قرارات قضائية.

## روابط خارجية
- مقابلة WNYC مع بائع مخضرم معاق.